# Starkwind
Als Starkwind wird in West- und Mitteleuropa eine Windstärke von 6 Beaufort definiert, mitunter aber auch zwischen 6 und 7 Beaufort bezeichnet. Darüber spricht man von „stürmisch“ bzw. von Sturm.
Untenstehend die üblichen Grenzwerte einiger Windstärken.
| Windstärke        | m/s       | km/h   | Knoten | Seegang            |
| ----------------- | --------- | ------ | ------ | ------------------ |
| 04 mäßige Brise   | 05,5–07,9 | 20–28  | 11–15  | (moderate Brise)   |
| 05 frisch         | 08,0–10,7 | 29–38  | 16–21  | mäßig bewegte See  |
| 06 stark          | 10,8–13,8 | 39–49  | 22–27  | grobe See          |
| 07 steif          | 13,9–17,1 | 50–61  | 28–33  | ziemlich grobe See |
| 08 stürmisch      | 17,2–20,7 | 62–74  | 34–40  | hohe See           |
| 09 Sturm          | 20,8–24,4 | 75–88  | 41–47  |                    |
| 10 schwerer Sturm | 24,5–28,4 | 89-102 | 48–55  | sehr hohe See      |

(10 = englisch storm (französisch tempête), wogegen 9 = strong gale)

## Warnungen
Bei voraussichtlichem Auftreten von „Starkwind“ (meist 6–7 Bft., also 39–61 km/h) oder Sturm (ab 8 Bft. oder 62 km/h) werden Sturmwarnungen per Funk ausgestrahlt bzw. durch optische Signale gewarnt.
Die Starkwind- bzw. Sturmwarnungen erfolgen im Rahmen des regelmäßigen Wetterberichts von den zuständigen Wetterdiensten bzw. Küstenfunkstellen.